# سيرجيو روبيو
سيرجيو روبيو (بالإسبانية: Sergio Rubio Ríos)‏ (27 نوفمبر 1956 في المكسيك - ) هو مدرب كرة قدم ولاعب كرة قدم مكسيكي في مركز الدفاع. لعب مع كروز آزول ونادي غوادالاخارا.

## وصلات خارجية
- سيرجيو روبيو على موقع ناشيونال فوتبول تيمز (الإنجليزية)